# Michał Jeliński
Michał Jeliński (Gorzów Wielkopolski, 17 maart 1980) is een Pools voormalig roeier. Hij maakte zijn debuut tijdens de wereldkampioenschappen roeien 2003 met een dertiende plaats in de dubbel-twee. Een jaar later werd Jeliński tijdens de Olympische Zomerspelen 2004 vijftiende in de dubbel-twee. Samen met Marek Kolbowicz, Adam Korol en Konrad Wasielewski heerste hij in de dubbel-vier met vier opeenvolgende wereldtitels in 2005, 2006, 2007 en 2009 en de olympische titel tijdens de Olympische Zomerspelen 2008. Bij Jeliński's derde olympische deelname behaalde hij de zesde plaats in de dubbel-vier, tijdens de Olympische Zomerspelen 2012.

## Resultaten
- Wereldkampioenschappen roeien 2003 in Milaan 13e in de dubbel-twee
- Olympische Zomerspelen 2004 in Athene 15e in de dubbel-twee
- Wereldkampioenschappen roeien 2005 in Kaizu  in de dubbel-vier
- Wereldkampioenschappen roeien 2006 in Eton  in de dubbel-vier
- Wereldkampioenschappen roeien 2007 in München  in de dubbel-vier
- Olympische Zomerspelen 2008 in Peking  in de dubbel-vier
- Wereldkampioenschappen roeien 2009 in Poznań  in de dubbel-vier
- Wereldkampioenschappen roeien 2011 in Bled 4e in de dubbel-vier
- Olympische Zomerspelen 2012 in Londen 6e in de dubbel-vier

1976: Wolfgang Güldenpfennig & Rüdiger Reiche & Karl-Heinz Bußert & Michael Wolfgramm ·
1980: Frank Dundr & Carsten Bunk & Uwe Heppner & Martin Winter ·
1984: Albert Hedderich & Raimund Hörmann & Dieter Wiedenmann & Michael Dürsch ·
1988: Agostino Abbagnale & Davide Tizzano & Gianluca Farina & Piero Poli ·
1992: André Willms & Hajek & Steinbach & Stephan Volkert] ·
1996: André Steiner & Stephan Volkert & Andreas Hajek & André Willms ·
2000: Agostino Abbagnale & Alessio Sartori & Rossano Galtarossa & Simone Raineri ·
2004: Nikolai Spinev & Igor Kravtsov & Aleksei Svirin & Sergej Fedorovstev ·
2008: Michał Jeliński & Marek Kolbowicz & Adam Korol & Konrad Wasielewski ·
2012: Karl Schulze & Philipp Wende & Lauritz Schoof & Tim Grohmann ·
2016: Karl Schulze & Philipp Wende & Lauritz Schoof & Hans Gruhne ·
2020: Dirk Uittenbogaard & Abe Wiersma & Tone Wieten & Koen Metsemakers ·
2024: Koen Metsemakers & Tone Wieten & Finn Florijn & Lennart van Lierop
- Nationale Bibliotheek van Polen: a0000003479127
- Virtual International Authority File: 945147425878245040002